# Theodor Goldstücker
Theodor Goldstücker, född den 18 januari 1821 i Königsberg, död den 6 mars 1872 i London, var en tysk indolog. 
Goldstücker, som var professor i sanskrit vid University College i London, räknades i England som den främsta auktoriteten på området indisk kultur och indisk litteratur. Därför fick han ofta i uppdrag av den anglo-indiska regeringen att göra juridiska utredningar.
1866 grundade han sällskapet för utgivande av sanskrittexter. Goldstücker utgav inte några större skrifter, men åtskilliga mindre avhandlingar. I dessa visade han stor förtrogenhet med den invecklade sanskritgrammatiken. 
För Chambers encyklopedi författade han artiklar om indisk filosofi och mytologi. Hans främsta verk är ett sanskritlexikon, vars utgivande dock avbröts innan det blev färdigt.